# Chassey-lès-Scey
Chassey-lès-Scey – miejscowość i gmina we Francji, w regionie Burgundia-Franche-Comté, w departamencie Górna Saona.
Według danych na rok 1990 gminę zamieszkiwało 98 osób, a gęstość zaludnienia wynosiła 22 osoby/km² (wśród 1786 gmin Franche-Comté Chassey-lès-Scey plasuje się na 645. miejscu pod względem liczby ludności, natomiast pod względem powierzchni na miejscu 846.).